# Wirandoziero (przystanek kolejowy)
Wirandoziero, także 98 km (ros. Вирандозеро, krl. Virandajärvi) – przystanek kolejowy i posterunek odstępowy w miejscowości Wirandoziero, w rejonie biełomorskim, w Karelii, w Rosji. Położony jest na linii Biełomorsk – Obozierskij.